# Tiancun (ort i Kina, Jiangxi Sheng, lat 26,17, long 115,14)
Tiancun är en ort i Kina. Den ligger i provinsen Jiangxi, i den sydöstra delen av landet, omkring 290 kilometer söder om provinshuvudstaden Nanchang. Antalet invånare är 40 097. Befolkningen består av 19 635 kvinnor och 20 462 män. Barn under 15 år utgör 28,0 %, vuxna 15-64 år 61 %, och äldre över 65 år 9,0 %.
Runt Tiancun är det ganska tätbefolkat, med 166 invånare per kvadratkilometer. Tiancun är det största samhället i trakten. I omgivningarna runt Tiancun växer i huvudsak blandskog.
Genomsnittlig årsnederbörd är 1 925 millimeter. Den regnigaste månaden är maj, med i genomsnitt 327 mm nederbörd, och den torraste är oktober, med 21 mm nederbörd.